# Ерёменко, Зинаида Петровна
Зинаида Петровна Ерёменко (1936—2013) — советская работница промышленности, шлифовщица завода «Ростсельмаш», Герой Социалистического Труда.

## Биография

Могила Ерёменко на Северном кладбище Ростова-на-Дону.

Родилась 25 августа 1936  года в Ростов-на-Дону в рабочей семье. Отец погиб в Великую Отечественную войну, в семье осталось трое детей.
По окончании семилетки, с 1952 года, работала в механосборочном цехе № 1 завода «Ростсельмаш». Овладела пятью смежными профессиями: шлифовщицы, сверловщицы, протяжницы, токаря, наладчика. Ей первой в цехе было присвоено звание «Ударник коммунистического труда». В 1981 году, в связи с реконструкцией цеха, была переведена вместе с прославленной бригадой мастера Г. М. Мухина в механосборочный цех № 4.
Депутат Верховного Совета СССР 10-го созыва (1979—1984 годы), делегат XXVI и XXVII съездов КПСС (1981 и 1986 годы). Также избиралась членом Ростовского обкома КПСС, облисполкома, депутатом Ростовского областного Совета народных депутатов.
В 1991 году вышла на пенсию, жила в Ростове-на-Дону, занималась общественной деятельностью — более 15 лет являлась членом областной избирательной комиссии.
Умерла 29 сентября 2013 года в Ростове-на-Дону.

## Награды
- Указом Президиума Верховного Совета СССР от 31 мая 1984 года за выдающиеся успехи, достигнутые в выполнении производственных заданий, социалистических обязательств и повышение производительности труда Еременко Зинаиде Петровне присвоено звание Героя Социалистического Труда с вручением ордена Ленина и золотой медали «Серп и Молот».
- Также награждена вторым орденом Ленина (1977), орденом Трудового Красного Знамени (1974) и медалями, в числе которых медали ВДНХ СССР.
- Почетный ростсельмашевец.
- В 2007 году Зинаида Еременко была награждена общественной наградой — медалью «Трудовая доблесть России».[1]